# Мамисонский перевал
Мамисо́нский перевал (осет. Мамысоны æфцæг [ˈmaməsonə æft͡sæg], «перевал Мамисона»; груз. მამისონის უღელტეხილი, Мамисонисугелтехили) — перевал на высоте 2911 м (по другим данным 2819 м) через Главный Кавказский хребет в западной части Большого Кавказа. Перевал на стыке границ Грузии и России ведёт из долины реки Мамисондон в долину реки Чанчахи. Через перевал проходит историческая Военно-Осетинская дорога, соединявшая Грузию (Кутаиси) и Россию (Карджин). В настоящее время пограничный переход закрыт, и дорога не используется.

## История
Во время Великой Отечественной войны перевал играл важную роль и в период с июня 1942 года по 15 августа 1942 года 46-я армия частью сил осуществляла прикрытие с севера перевалов через Главный Кавказский хребет — от Мамисонского перевала до Белореченского.
До 10 июня 2009 года со стороны Южной Осетии контроль над перевалом осуществляли грузинские пограничники. После их отступления в долину реки Чанчахи были введены российские и юго-осетинские пограничники, в результате чего весь перевал перешёл под фактический контроль Южной Осетии. После восстановления Николаевского моста, взорванного в начале июня 2009 года, появились сведения, что Грузия вновь взяла под контроль участок Военно-Осетинской дороги вдоль пограничной реки Чанчахи, однако полностью ли она контролирует левобережье реки, где начинается территория Южной Осетии, не сообщается.
По сообщениям печати, лидер «Демократического движения „Единая Грузия“» Нино Бурджанадзе выступила с заявлением, в котором отмечается, что в приграничных территориях Грузии складывается критическая ситуация, что власти Грузии «целенаправленно теряют территории, и к Абхазии и Южной Осетии присоединилась территория Мамисонского перевала».

## Топографические карты
- Лист карты K-38-40 Верх. Згид. Масштаб: 1 : 100 000. Состояние местности на 1984 год. Издание 1988 г.